# The Third Storm of Cythraul
The Third Storm of Cythraul ist das dritte Album der US-amerikanischen Metal-Band Absu und das erste ihrer Trilogie zur keltischen Mythologie.

## Entstehungsgeschichte
Die Band übernahm Arrangements und Produktion selbst, Osmose Productions die Rolle des ausführenden Produzenten. Die Aufnahmen und die Position des Toningenieurs übernahm die Band zusammen mit Alex Gerst, Assistent war dabei Gary Long. Das Mastering übernahm Peter Clark.

## Titelliste
Alle Lieder wurde von Absu geschrieben und arrangiert, außer anders angegeben.
1. Prelusion to Cythraul featuring…and Shineth Unto the Cold Cometh… – 6:48
2. Highland Tyrant Attack – 4:48
3. A Magician’s Lapis-Lazuli – 3:08
4. Swords and Leather – 3:08
5. The Winter Zephyr (…Within Kingdoms of Mist) – 2:59
6. Morbid Scream – 2:10 (Trent White)
7. Customs of Tasseomancy (Quoth the Sky, Nevermore – Act I) – 3:59
8. Intelligence Towards the Crown – 1:56
9. …of Celtic Fire, We Are Born/Terminus (…in the Eyes of Ioldánach) – 8:32

Bonustitel der Digipak-Version:
1. Akhera Goiti – Akhera Beiti (One Black Opalith for Tomorrow) – 7:26

## Musikstil und Texte
The Third Storm of Cythraul verfolgt gegenüber dem zwei Jahre zuvor veröffentlichten Album The Sun of Tiphareth einen stärker am Thrash Metal orientierten Klang und setzt, von Ausnahmen wie Customs of Tasseomancy (Quoth the Sky, Nevermore – Act I) abgesehen, etwas weniger auf Keyboard-Ambiente, womit es einen Übergang zwischen dem epischen und „kriegerischen“, black-metal-lastigen Vorgänger und dem Thrash Metal auf Tara darstellt. Der Stil wechselt dabei zwischen epischen Stücken wie Prelusion to Cythraul featuring…and Shineth Unto the Cold Cometh… und …of Celtic Fire, We Are Born/Terminus (…in the Eyes of Ioldánach) einerseits und kürzeren, mit Kreator vergleichbaren Titeln wie Highland Tyrant Attack und Swords and Leather.
Proscriptors Gesang wird von Steve Hoeltzel von Chronicles of Chaos als gremlin-artig und John Chedsey von Satan Stole My Teddybear music reviews ihn als stranguliert klingendes Kratzen beschrieben. Sargon the Terrible von The Metal Crypt beschrieb ihn als zwischen einem anständigen, kratzigen Black-Metal-Screaming und einem häufigeren, hohen Jammern, das wie Glen Benton im Falsett klinge.
Die Texte behandeln die keltische Mythologie, allerdings enthält das Album auch Bezüge zur sumerischen Mythologie und Hindi-Gottheiten.

## Rezeption
Die Produktion, in der die Gitarren wesentlich leiser abgemischt sind als Schlagzeug und Gesang, wurde in negativen wie auch in ansonsten positiven Kritiken bemängelt.
Steve Hoeltzel von Chronicles of Chaos bezeichnete The Third Storm of Cythraul als großartiges Album. Er lobte die eingängigen, schnellen Riffs, die Kategorien wie Death Metal und Thrash Metal transzendieren, und Proscriptors talentiertes Schlagzeugspiel; sein „gremlin-artiger Gesang“ gefalle ihm, sei aber vermutlich „etwas für Kenner“. Chaossphere von The Metal Crypt lobte das Morbid-Scream-Cover Morbid Scream als Abwechslung zu den von anderen Bands aufgenommenen Kreator-, Sodom- und Bathory-Covers; er bevorzugte es, wenn mehr moderne Black- und Thrash-Metal-Bands obskures Material nachspielen würden, wie es bei Absu der Fall sei. Das Album werde oftmals übersehen, es gebe jedoch keinen Grund, The Third Storm of Cythraul nicht zu den Meisterwerken der Band zu zählen.
Sargon the Terrible hingegen, der ebenfalls für The Metal Crypt schrieb, kannte zuerst ihr späteres Album Tara und erwartete ein Album in einem ähnlichen Stil, nur etwas primitiver; er habe jedoch unterschätzt, wie schlecht The Third Storm of Cythraul sei. Er möge Teile davon, diese würden jedoch durch die Fehler des Albums ruiniert. Die an sich soliden Riffs seien aufgrund der Produktion kaum zu hören. Zudem verwende Proscriptor in jedem Lied im Grunde dieselben Standard-Beats; er sei schockiert, wie sehr Proscriptor sich seitdem verbessert habe. Er lobte jedoch das Beiheft und bezeichnete die komplexen Liedtexte als interessant. John Chedsey von Satan Stole My Teddybear music reviews bemängelte, das Ergebnis des stärker an altem Thrash Metal orientierten und weniger keyboard-lastigen Klangs sei ein sehr monotones Album. Proscriptors kratzender, stranguliert klingender Gesang wirke nach einiger Zeit abträglich. Er bezeichnete die Musik als „leblosen Thrash“. Es gebe keine Verpflichtung, dieses Album in der eigenen Sammlung zu haben, sofern die eigene Seele nicht einem Mitglied der Band gehöre.
Frank Stöver bezeichnete Absu im Voices from the Darkside als eine der stärksten amerikanischen Bands, trotz der offensichtlichen Nähe zu den Frühwerken von Destruction, Sodom und Slayer bezeichnete er jedoch das vorige Album, The Sun of Tiphareth, als wesentlich besser.
Das deutsche Magazin Rock Hard nahm The Third Storm of Cythraul in die Listen der „250 Thrash-Metal-Alben, die man kennen sollte“ und der „250 Black-Metal-Alben, die man kennen sollte“ auf.